# Уруччя

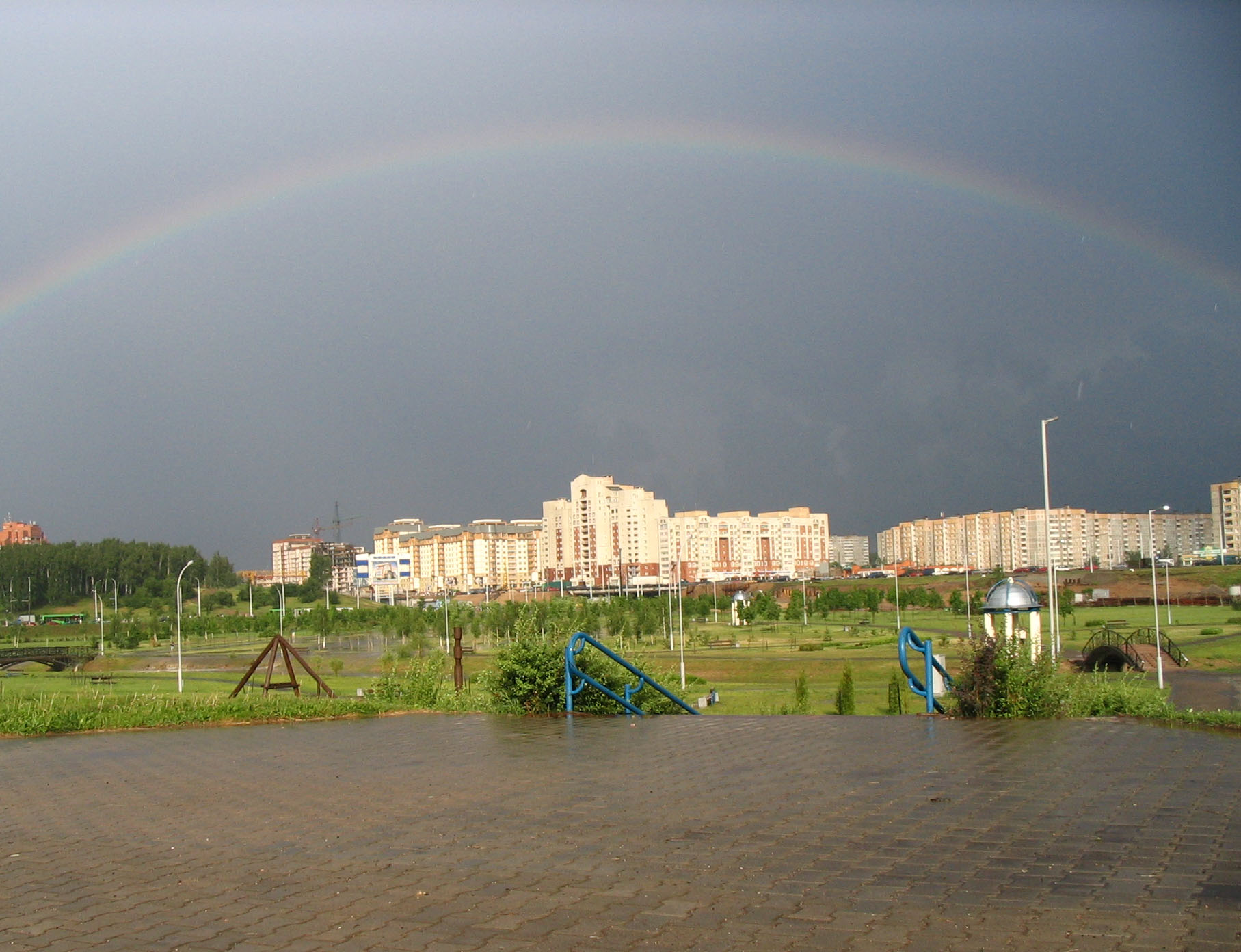
Уруччя

Розташування Уруччя на мапі Мінська (показано синім кольором)

53°56′45″ пн. ш. 27°41′23″ сх. д. / 53.94583° пн. ш. 27.68972° сх. д.
Уруччя (біл. Уручча) — спальний мікрорайон на північному сході Мінська. Виник на місці села з однойменною назвою. Основна забудова здійснена у 1980-ті. Мікрорайон поділяляється на шість частин з відповідними номерами. 7 листопада 2007 року у мікрорайоні відкрита станція метро, що має таку ж назву.
| Білорусь | Це незавершена стаття з географії Білорусі. Ви можете допомогти проєкту, виправивши або дописавши її. |